# Secrets of the Moon
Secrets of the Moon est un groupe de black metal allemand, originaire d'Osnabrück.

## Histoire
Secrets of the Moon publie deux démos, Unearthed Arcana en 1995 et Vanitas en 1997, puis une cassette promotionnelle en 1998. En 1999 paraît un split avec Lunar Aurora. En 1998, le groupe commence à travailler pour son premier album Stronghold of the Inviolables qui sort en vinyle en 2001 puis en CD en 2002. La cassette promotionnelle ressort en disque sous le nom de De musica mundana avec des bonus ainsi que des splits.
En 2004, le deuxième album Carved in Stigmata Wounds développe les concepts du premier album et donne lieu à deux EP : The Exhibitions EP et Antithesis.
L'album Privilegivm paraît en 2009, après le départ de plusieurs membres et l'arrivée du bassiste LSK (Antaeus, groupe avec lequel Secrets of the Moon a fait une tournée en 2006). Il est plus lent et plus sombre que ses prédécesseurs. Le label est Lupus Lounge, une division de Prophecy Productions.
Le 24 février 2012, le groupe sort un clip pour Nyx pour annoncer le mois suivant l'album Seven Bells. En septembre 2012, le bassiste Naama Ash joue dans le groupe en concert à partir du festival Summer Breeze en 2011.
La bassiste LSK meurt en 2013.

## Discographie
Démos
- 1995: Unearthed Arcana
- 1997: Vanitas
- 1998: Promo Tape 98

Albums
- 2001: Stronghold of the Inviolables (Sombre Records)
- 2004: Carved in Stigmata Wounds (Lupus Lounge/Prophecy Productions)
- 2006: Antithesis (Lupus Lounge/Prophecy Productions)
- 2009: Privilegivm (Lupus Lounge/Prophecy Productions)
- 2012: Seven Bells (Lupus Lounge/Prophecy Productions)
- 2015: Sun (Lupus Lounge/Prophecy Productions)

Splits
- 1999: Auf einer Wanderung / Durch goldene Sphären (Split-7” avec Lunar Aurora; Darkwind Records)
- 2002: Black Metal Endsieg III (Split-7” avec Armagedda, Dark Storm et Bael; Sombre Records)
- 2003: Bestien in Engelsgestalt (Split-7” Vinyl avec Averse Sefira; Spikekult Rekords, Akedia Rekordz)

Singles et EP
- 2005: The Exhibitions EP (EP; Lupus Lounge)
- 2010: Them Bones / This Inner Soil (7”; Lupus Lounge)
- 2010: The Ambience of a Dead Star (12”; Lupus Lounge)
- 2011: Warhead (7”; Lupus Lounge)